# Ampulex viridescens
Ampulex viridescens là một loài côn trùng cánh màng trong họ Ampulicidae, thuộc chi Ampulex. Loài này được Arnold miêu tả khoa học đầu tiên năm 1947.